# Vidice (kraj pilzneński)
Vidice – wieś i gmina w Czechach, w powiecie Domažlice, w kraju pilzneńskim. Według danych z dnia 1 stycznia 2014 liczyła 166 mieszkańców.